# Glenea bisbiguttata
Glenea bisbiguttata é uma espécie de escaravelho da família Cerambycidae. Foi descrita por Ritsema em 1892. É conhecida a sua existência na Indonésia.